# San Juan 211
San Juan 211 es una variedad cultivar de ciruelo (Prunus domestica), de las denominadas ciruelas europeas,
una variedad de ciruela oriunda de la comunidad autónoma de Extremadura, en Villafranca de los Barros (provincia de Badajoz). Las frutas tienen un tamaño muy pequeño o diminuto, color de piel calabaza claro o amarillento, sin chapa, y pulpa del mismo color de la piel, textura carnosa, y sabor poco dulce, soso.

## Historia
'San Juan 211' variedad de ciruela local cuyos orígenes se sitúan en la comarca de Tierra de Barros, comunidad autónoma de Extremadura, en el municipio de Villafranca de los Barros (provincia de Badajoz).
'San Juan 211' está cultivada en el banco de germoplasma de cultivos vivos de la Estación experimental Aula Dei de Zaragoza. Está considerada incluida en las variedades locales autóctonas muy antiguas, cuyo cultivo se centraba en comarcas muy definidas, que se caracterizan por su buena adaptación a sus ecosistemas, y podrían tener interés genético en virtud de su características organolepticas y resistencia a enfermedades, con vista a mejorar a otras variedades.

## Características
'San Juan 211' árbol de porte extenso, vigoroso, erguido, muy fértil y resistente. Las flores deben aclararse mucho para que los frutos alcancen un calibre más grueso. Tiene un tiempo de floración que comienza a partir del 16 de abril con el 10% de floración, para el 20 de abril tiene una floración completa (80%), y para el 29 de abril tiene un 90% de caída de pétalos.
'San Juan 211' tiene una talla de tamaño muy pequeño o diminuto, de forma oval, de gota con cuello ligero, con depresión en la parte superior ventral, presentando sutura poco marcada, línea fina transparente, color calabaza, superficial en toda su extensión o
hundida cerca de cavidad peduncular y superficial en el resto; epidermis lisa, fina, transparente, con pruina blanquecina, color de la piel calabaza claro o amarillento, sin chapa, punteado abundante, muy menudo, poco perceptible, con aureola verdosa; Pedúnculo corto o mediano, fino, leñoso, no se aprecia pubescencia, ubicado en una cavidad pedúncular estrechísima, ligeramente hundida, rebajada o sin rebajar en la sutura y más levantada en el lado opuesto; pulpa de color exacto a la epidermis, con textura carnosa, jugosa, y sabor muy soso.
Hueso semi libre, pequeño, elíptico, con la superficie semi lisa.
Su tiempo de recogida de cosecha se inicia en su maduración durante la segunda decena del mes de junio.

## Usos
La ciruela 'San Juan 211' se comen crudas de fruta fresca en mesa, y debido a su sabor poco dulce, se transforma en mermeladas, almíbar de frutas o compotas para su mejor aprovechamiento.

## Cultivo
Autofértil, es una muy buena variedad polinizadora de todos los demás ciruelos.